# 1775 w polityce
Wydarzenia polityczne w 1775 roku.

## Zmarli
- 5 listopada Christian IV Wittelsbach, książę Palatynatu-Zweibrücken[1].